# 露の吉次
露の吉次（つゆの きちじ、1964年1月15日 - ）は、兵庫県尼崎市出身の落語家、ラジオパーソナリティ。上方落語協会所属。本名、高橋 竜二（たかはし たつじ）。関西大学卒業。

## 人物
1987年7月7日、2代目露の五郎（後の2代目露の五郎兵衛）に入門。1989年6月、五郎船船上寄席で初高座。
妻は演歌歌手の秋野こぎく
ニックネームは、吉っちゃん・吉次師匠・ロンリー吉っちゃま。
趣味・特技は、草野球・南京玉すだれ。
好きな球団は、巨人
大学時代は、日商簿記検定受験研究会所属。日商簿記検定3級取得。

## 現在の出演番組
- ばんばひろふみ!ラジオ・DE・しょー!（ラジオ関西）

## 過去の出演番組
- フライブ（サンテレビ）
- 露の吉次の今どき何どきお昼どき（ラジオ関西）
- さんさんわいど滋賀（KBSラジオ）

## リンク
- 露の吉次 - 上方落語家名鑑